# ジョゼッペ・ペトロジーノ

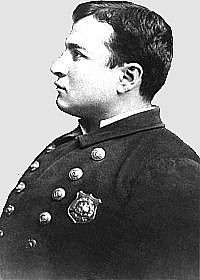
ジュゼッペ・ペトロジーノ

ジョゼッペ・ペトロジーノ（Giuseppe Petrosino、1860年8月30日 - 1909年3月12日）はマフィアを取り締まったアメリカの警察官。いつもダービーハットをかぶっていたため、「シルクハットの警官」と呼ばれていた。イタリア語名はジュゼッペ・ペトロジーノ。ニックネームは「ジョー」

## プロフィール
1860年にナポリ近郊のパドゥーラで生まれる。父は腕のいい仕立て屋だったが服が売れない土地柄だったため、1873年に妻と6人も子供を連れてアメリカへ移住した。ニューヨークのイーストサイド（通称リトル・イタリー）に住み仕立て屋を始めた。長男であったジョーは友達と新聞スタンドを開き、そこは警察署の前だったため警察と親しくなり、給仕として警察に入り、1883年10月19日、ニューヨーク市警の警察官となった。
そこで、後のアメリカ大統領で当時ニューヨーク市警本部長だったセオドア・ルーズベルトと知り合い友人となる。その後ニューヨーク市警で初めて、警部補まで昇進したイタリア系アメリカ人となる。ペトロジーノは同じイタリア系のマーノ・ネーラといった初期のマフィア（コーサ・ノストラ）相手に戦う。
1903年4月にニューヨークの殺人事件で8人のイタリア人を逮捕する。その中にはヴィト・カッショ・フェロもいた。
1907年46歳のとき、32歳の未亡人アデリーナ・サウリーノと結婚する。
アメリカ政府がマフィア、マーノ・ネーラ撲滅に乗り出したとき、捜査責任者に抜擢される。
ニューヨーク警察のセオドア・ビンガム本部長はイタリア系アメリカ人の犯罪に関する情報収集し調べるため、イタリアの警察と手を組むことにし、1909年2月9日にペトロジーノをイタリアへ派遣する。このときカッショ・フェッロの名前を書いたファイル・メモを持っており、そこには「最も危険な犯罪者」と書かれていたという。
2月21日にジェノヴァ港に着き、ローマで内務大臣ペアーノと会談した後、犯罪者の記録を調べるため、シチリアの州都パレルモへ向い、28日にパレルモについた。そこでアメリカへ移民した犯罪者の犯罪歴を調べる。しかし、彼がマフィアを調査していたことはマフィア自身（カモッラほか）も知っていたので、行動は監視されていた。また彼のシチリア行きは、ニューヨーク・ヘラルド紙によって事前に公表されていた。
1909年3月12日、夕食の途中に見知らぬ男に呼び出され、マリーナ広場で、周りに人が多く油断したところ、広場のガリバルディ記念像近くで、4発の銃弾を浴び射殺された。3月19日にパレルモで葬儀が行われ、その後4月9日に遺体は船でニューヨークに運ばれ、12日に大々的な葬儀が営まれた。
ペトロジーノの殺人事件では合計15人が逮捕され、その中にヴィト・カッショ・フェロもいた。しかし、1911年7月、15人の被告は全員無罪となり裁判は終わった。事件は迷宮入りしてしまったが、今日最も有力な仮説は、アメリカ本国のマーノ・ネーラとヴィト・カッショ・フェロが連絡を取り、共同作業で暗殺を実行したというものである。